# 스프리스
스프리스(SPRIS)는 1996년에 설립된 대한민국 의류 유통 브랜드이면서 스프리스 브랜드를 운영하는 의류 유통 기업이다. 금강제화의 계열사인 스프리스는 여러 스포츠 의류 용품들을 한 매장에서 취급하고 있다는 특징이 있다. 2008년 1월에는 자체 브랜드인 스프리스타를 발표하였다.

## 연혁
- 1996년 주식회사 금화스포츠 창업, 용인물류센터 가동
- 1997년 주식회사 스프리스로 상호변경
- 1998년 주식회사 베잔트와 합병, 자본금 63억으로 증자, 직영점 19점, 대리점 37점 운영
- 2001년 라코스테 신발 대한민국 내 독점 계약
- 2005년 <자이언트> 여자프로복싱팀 창단, KI팀 결성
- 2008년 오리지널DL 캔버스화 1,000만족 판매 돌파, 매장 198점

## 브랜드

### 취급 중인 브랜드
- 스프리스타(SPRISTAR)(자체 브랜드)
- 헬리한센(HELLY HANSEN)
- 폴로 랄프로렌(POLO Ralph Lauren)
- 에어워크(AIR WALK)
- 스코노(SKONO)
- 미즈노(MIZNO)
- 크록스(CROCS)
- 에트니스(ETNIES)
- 이파네마(IPANEMA)

### 취급했던 브랜드
- 컨버스(CONVERSE) (미국 나이키사에 브랜드 인수)
- 에버라스트(EVERLAST)
- 뉴발란스(NEW BALANCE)
- 라코스테(LACOSTE)
- TAKI 183(자체 브랜드)
- KI(케이아이)

## 역대 광고모델
- 슈가
- 크라잉넛
- MC몽
- 데니스 강
- 이준기
- 김범
- 고아라
- 2PM
- 김수현 (2011년~2012년)
- 은정
- TWICE
- 조보아 (2019년~2020년)